# Olimpij Panow

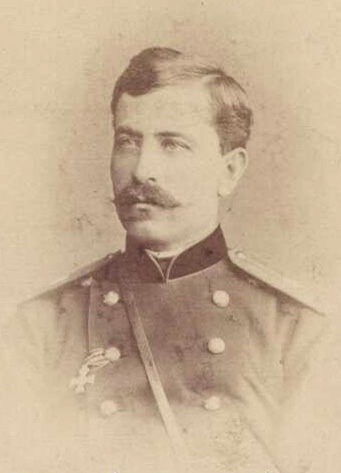
Olimpij Panow

Olimpij Spiridonow Panow (gebräuchliche Transkription: Olimpiy Spiridonov Panov; bulgarisch Олимпий Спиридонов Панов; * 29. Juni 1852 in Schop Taraklija in Russland, (heute Taraklija in Moldawien); † 6. März 1887 in Russe, Bulgarien) war ein bulgarischer Revolutionär, Politiker und Verteidigungsminister im dritten Kabinett von Petko Karawelow.

## Leben
Olimpij Panow wurde am 29. Juni 1852 in bessarabischen Schop Taraklija in eine bulgarische Flüchtlingsfamilie geboren. Er besuchte die Grundschule in seiner Heimatstadt und schloss 1867 das bulgarische Bolgrader Gymnasium ab. Danach ging er in die rumänische Hauptstadt Bukarest, wo er sich in der Technischen Hochschule einschrieb. In Bukarest angekommen lernte er die Führer der bulgarischen Befreiungsbewegung Ljuben Karawelow, Angel Kantschew und Panajot Chitow kennen. Zwischen 1872 und 1874 war er Mitglied und Sekretär des Bulgarischen Revolutionären Zentralkomitee in Bukarest.
Von 1875 bis 1876 studierte Panow Bauingenieurwesen in Paris. Danach kehrte er nach Bukarest zurück und wurde der Stellvertretende Vorsitzende der Zentralen Bulgarischen Wohltätigkeitsgesellschaft (bulg. Българско централно благотворително общество). Er nahm als Freiwilliger am Serbisch-Osmanischen Krieg von 1876 teil. Noch vor dem Russisch-Türkischen Krieg von 1877/78 meldete sich Olimpij beim bulgarischen Freiwilligenkorps, mit dem er an den Kämpfen bei Stara Sagora und Schipka teilnahm. Dafür wurde ihm das Georgskreuz verliehen.
Nach der Befreiung Bulgariens absolvierte er 1880/83 die Artillerie-Akademie in Sankt Petersburg. Danach diente er im Ersten Artillerie-Regiment der bulgarischen Armee. Als nach der Vereinigung Bulgariens 1885 die russischen Offiziere aus der Bulgarien abgezogen wurden, wurde Panow zum Leiter der gesamten Artillerie der bulgarischen Armee ernannt. Während des folgenden Serbisch-Bulgarischen Krieg war er maßgeblich an dem wichtigen bulgarischen Sieg im Zentrum der Schlacht bei Sliwniza beteiligt, wofür er später zum Major befördert wurde.
Nach dem Putsch von 1886, bei dem eine Gruppe prorussischer Offiziere den bulgarischen Fürsten Alexander von Battenberg am 9. August 1886 zur Abdankung gezwungen hatte, wurde Panow Verteidigungsminister in der Interimsregierung von Karawelow. Nach dem darauf folgenden Gegenputsch unter der Leitung des Parlamentspräsidenten Stefan Stambolow konnte jedoch Alexander von Battenberg nach Bulgarien zurückkehren und nochmals kurz den Thron besteigen. Deshalb floh Panow und weitere prorussische Offiziere nach Rumänien.
In Rumänien angekommen organisierten sich die Offiziere erneut mit russischer Unterstützung und führten Anfang 1887 eine Offiziersrevolte in der benachbarten bulgarischen Donaustadt Russe gegen das Regime Stambolows durch. Nach der Niederschlagung der Revolte durch regierungstreue Truppen wurde Panow festgenommen und mit weiteren sieben Angeklagten, darunter Atanas Usunow, zum Tode verurteilt.
Am 6. März 1887 wurde Olimpij Panow hingerichtet.